# シャルル・ブルターニュ・マリー・ド・ラ・トレモイユ
シャルル（6世）・ブルターニュ・マリー・ド・ラ・トレモイユ（Charles (VI) Bretagne Marie de La Trémoille, 1764年3月24日 - 1839年10月10日）は、フランスの貴族・軍人。爵位はトゥアール公爵、ラ・トレモイユ公爵、ターラント公、タルモン公及びラヴァル伯。
トゥアール公ジャン・ブルターニュ・シャルル・ド・ラ・トレモイユと、ザルム＝キルブルク侯フィリップ・ヨーゼフの娘マリー・マクシミリアーネの間の長男。パリ生。1789年にフランス革命が勃発すると国外に脱出し、王族コンデ公の率いるエミグレ軍に所属した。エミグレ軍の解体後はロンドンで亡命生活を送るが、革命の終息と共に帰国した。
1781年7月10日、ルイーズ＝エマニュエル・ド・シャティヨン（1763年 - 1814年）と最初の結婚をし、間に一女をもうける。
- カロリーヌ（1788年 - 1791年）

1817年6月9日、マリー・ヴィルジニ―・ド・サン＝ディディエ（1829年没）と再婚、間に二女をもうける。
- シャルロット（1825年  - 1879年） - 1843年フランシスクス・ヨハネス・デ・ウェイカースロート男爵（ウェイカースロート家（オランダ語版））と結婚
- エレオノール（1827年 - 1846年） - 1845年ザルム＝キルブルク侯フリードリヒ5世と結婚

1830年9月14日、アイルランド系のヴァランティーヌ・ウジェニー・ジョゼフィーヌ・ウォルシュ・ド・セラン（1810年 - 1887年）と再々婚し、間に一男一女をもうける。
- マリー＝アンリエット（1833年 - 1890年） - アンドレ・ド・グランマンジュと結婚
- ルイ・シャルル（1838年 - 1911年） - トゥアール公

## 引用・脚注
1. ↑  Almanach de Gotha, La Trémoïlle. Justus Perthes, 1944, p.463. French.